# Marek Hanousek
Marek Hanousek (Dolní Kralovice, 1991. augusztus 6. –) cseh korosztályos válogatott labdarúgó, a lengyel Widzew Łódź középpályása.

## Pályafutása

### Klubcsapatokban
Hanousek a csehországi Dolní Kralovicében született. Az ifjúsági pályafutását a helyi Sokol Dolní Kralovice csapatában kezdte, majd 2001-ben a Slavia Praha akadémiájánál folytatta.
2009-ben mutatkozott be a Dukla Praha felnőtt keretében. 2012 januárjában az első osztályú Viktoria Plzeň szerződtette. 2012 és 2014 között a Dukla Praha csapatát erősítette kölcsönben. 2014-ben visszatért a Dukla Prahához. 2019-ben a Karvinához igazolt. 2021. február 24-én 3½ éves szerződést kötött a lengyel másodosztályban érdekelt Widzew Łódź együttesével. Először a 2021. március 6-ai, ŁKS Łódź ellen 2–2-es döntetlennel zárult mérkőzés 59. percében, Marcin Robak cseréjeként lépett pályára. Első gólját 2021. május 16-án, a Nieciecza ellen 1–1-es döntetlennel végződő találkozón szerezte meg. A 2021–22-es szezonban feljutottak az első osztályba.

### A válogatottban
Hanousek az U18-astól az U21-esig minden korosztályú válogatottakban is képviselte Csehországot.
2011-ben debütált az U21-es válogatottban. Először a 2011. október 11-ei, Wales ellen 1–0-ra megnyert U21-es EB-selejtezőn lépett pályára.

## Statisztikák
2023. március 13. szerint
| Klub                     | Szezon   | Osztály     | Bajnokság | Bajnokság | Kupa és Ligakupa | Kupa és Ligakupa | Nemzetközi | Nemzetközi | Összesen | Összesen |
| Klub                     | Szezon   | Osztály     | Meccs     | Gól       | Meccs            | Gól              | Meccs      | Gól        | Meccs    | Gól      |
| ------------------------ | -------- | ----------- | --------- | --------- | ---------------- | ---------------- | ---------- | ---------- | -------- | -------- |
| Viktoria Plzeň           | 2012–13  | 1. Liga     | 10        | 3         | 0                | 0                | 8          | 1          | 18       | 4        |
| Viktoria Plzeň           | 2013–14  | 1. Liga     | 1         | 0         | 1                | 0                | —          | —          | 2        | 0        |
| Viktoria Plzeň           | Összesen | Összesen    | 11        | 3         | 1                | 0                | 8          | 1          | 20       | 4        |
| Dukla Praha (kölcsönben) | 2013–14  | 1. Liga     | 19        | 0         | 4                | 2                | —          | —          | 23       | 2        |
| Dukla Praha              | 2014–15  | 1. Liga     | 29        | 3         | 1                | 1                | —          | —          | 30       | 4        |
| Dukla Praha              | 2015–16  | 1. Liga     | 29        | 1         | 5                | 2                | —          | —          | 34       | 3        |
| Dukla Praha              | 2016–17  | 1. Liga     | 29        | 1         | 3                | 2                | —          | —          | 32       | 3        |
| Dukla Praha              | 2017–18  | 1. Liga     | 10        | 0         | 0                | 0                | —          | —          | 10       | 0        |
| Dukla Praha              | 2018–19  | 1. Liga     | 19        | 0         | 1                | 0                | —          | —          | 20       | 0        |
| Dukla Praha              | Összesen | Összesen    | 135       | 5         | 14               | 7                | 0          | 0          | 149      | 12       |
| Karviná                  | 2019–20  | 1. Liga     | 28        | 1         | 0                | 0                | —          | —          | 28       | 1        |
| Karviná                  | 2020–21  | 1. Liga     | 6         | 0         | 2                | 0                | —          | —          | 8        | 0        |
| Karviná                  | Összesen | Összesen    | 34        | 1         | 2                | 0                | 0          | 0          | 36       | 1        |
| Widzew Łódź              | 2020–21  | Ekstraklasa | 15        | 1         | 0                | 0                | —          | —          | 15       | 1        |
| Widzew Łódź              | 2021–22  | Ekstraklasa | 33        | 3         | 3                | 1                | —          | —          | 36       | 4        |
| Widzew Łódź              | 2022–23  | Ekstraklasa | 22        | 2         | 1                | 2                | —          | —          | 23       | 4        |
| Widzew Łódź              | Összesen | Összesen    | 70        | 6         | 4                | 3                | 0          | 0          | 74       | 9        |
| Összesen                 | Összesen | Összesen    | 250       | 15        | 21               | 10               | 8          | 1          | 279      | 26       |

## Sikerei, díjai
Widzew Łódź
- I Liga
  - Feljutó (1): 2021–22